# مقاطعة دلغان
مقاطعة دلغان (بالفارسية: شهرستان دلگان) هي مقاطعة تقع في سيستان وبلوتشستان في إيران. يقدر عدد سكانها بـ 52,419 نسمة .